# Radio Beckwith Evangelica
Radio Beckwith Evangelica è un'emittente radiofonica piemontese, conosciuta anche come RBE o Radio Beckwith, con sede a Luserna San Giovanni.

## Storia
Radio Beckwith nasce nel 1984, come radio a carattere comunitario legata alla Chiesa Evangelica Valdese, ed è caratterizzata dall'attenzione al territorio, alle attività culturali, giovanili e socio-assistenziali. L'emittente prende il nome dal generale inglese Charles John Beckwith, reduce della battaglia di Waterloo, benefattore che aiutò la cultura e l'istruzione delle Valli Valdesi nella prima metà del 1800.

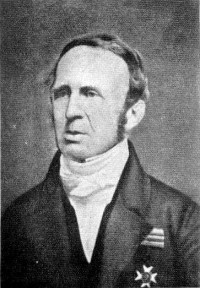
Charles J. Beckwith

L'emittente nasce per volontà di un gruppo di giovani della val Pellice ai tavolini di un bar, sull'onda della diffusione delle Radio Libere dopo il 1976. Agli albori, la trasmissione via etere era limitata al solo paese di Torre Pellice, dove la radio aveva sede, per poi allargarsi negli anni successivi all'intera val Pellice e al Cuneese.
Oltre alle frequenze e al bacino d'utenza, RBE cambia anche diverse sedi e passa dalla torretta del convitto Valdese (ora Centro Culturale Valdese) al centro di Torre Pellice, a Villa Olanda, casa sul comune di Luserna San Giovanni costruita dall'olandese Jean Daniel Peyrot, verso la fine del Settecento, prestigioso albergo nel 1920, poi ristrutturata ed adibita ad ospitare svariati enti ed associazioni negli anni novanta.
Il tempo di diffusione passa negli anni da poche ore iniziali alle 24 su 24 attuali, grazie al graduale e continuo investimento in personale e nuove tecnologie.
Nel 2002 nacque anche la collaborazione con Popolare Network e con Radio Voce della Speranza, emittente avventista di Firenze affiliata dal 1971 al circuito radiofonico della Adventist World Radio, grazie a incontri organizzati dal Coordinamento radio evangeliche in Italia (CREI), con la ricezione della rassegna stampa, inizialmente via internet. Nel 2004 RBE propone anche due canali audio di streaming, uno in formato WMA e un altro in Ogg Vorbis, e dal 2 febbraio 2010 è possibile ascoltarla anche sul digitale terrestre. Nel 2014 collaborò con il settimanale Riforma - L'Eco delle Valli Valdesi per ampliarne il progetto editoriale.

## Palinsesto
Nel 2017 Rbe trasmette 24 ore su 24, 7 giorni a settimana, grazie un'équipe redazionale di 15 persone e da circa 70 collaboratori volontari che si occupano di aspetti tecnici, di programmi musicali e di intrattenimento. La redazione si occupa del Palinsesto dalle 7,30 alle 19,00 mentre la fascia oraria 19,00 - 24,00 è curata dai collaboratori esterni.
Programmi in ordine alfabetico (lista aggiornata al 2017)
- Altà Fedeltà - Una passione chiamata Toro
- Altrove - Conversazioni di arte e di parte
- Amnesty International
- Banana Elettronica
- Buona china - La guida per orientarti nel mondo dei fumetti
- Café Bleu
- Cammin Facendo - Il gruppo Donne Val Pellice in radio
- Cominciamo Bene - La rassegna stampa ragionata
- D.u.m.b.o.
- Fulvio e Sergio nell'etere
- Gibilterra - Trasmissione dell'Arcigay
- Good times Bad times - La musica di Fabio Pasquet
- Hardware Metallo Letale
- Handicap e Società
- Highlander - Music from deepspace. Ne resterà soltanto uno
- Hockey Time - La diretta delle partite della Valpe
- La ciotola d'argilla
- La strana coppia
- Lingue Minoritarie
- Li Timangle
- Mediorientarsi - Rassegna stampa per orientarsi meglio in Medio Oriente
- Moon Safari - Esplorazioni musicali al chiaro di luna
- Music on the air - French Dj ai microfoni, da Cork (Irlanda)
- ParoleMusica - La musica etnica e world
- Radar, il programma palindromo - Condotta da Pika Palindromo con Simo Dj
- Random Off - Scalette musicali tematiche: toglie il random alla playlist
- Sala Prove, spazio dedicato al mondo della musica emergente
- Segn/Ali Radio - Messaggio in bottiglia dal mondo della follia
- Station to station
- Swingology
- Tutto qui - L'informazione dal territorio
- Tra le righe
- Trance Emotion - Tutte le emozioni della musica trance
- Voce delle Chiese - Magazine sul mondo delle chiese evangeliche
- 400 colpi - Educare alla libertà

## Informazione
|                      | Orario                                                                                                |
| Rassegna Stampa      | Dalle 08:00 alle 09:30                                                                                |
| Notiziario Nazionale | 08:00 - 09:00 - 10:00 - 11:00 - 12:00 - 13:00 - 14:00 - 15:00 - 16:00 - 17:00 - 18:00 - 19:00 - 20:00 |
| Notiziario Locale    | 10:00 - 11:00 - 12:00 - 13:00 - 14:00 - 15:00 - 16:00 - 17:00 - 18:00 - 19:00                         |